# Грег Зещук
Грег Зещу́к — канадієць українського походження, співзасновник, колишній президент і креативний директор компанії-розробника відеоігор BioWare і віце-президент Electronic Arts. Після виходу з BioWare в 2012 займається пивоварінням і очолює стартап-компанію із забезпечення й популяризації активного дитячого відпочинку Biba Ventures.

## Біографія

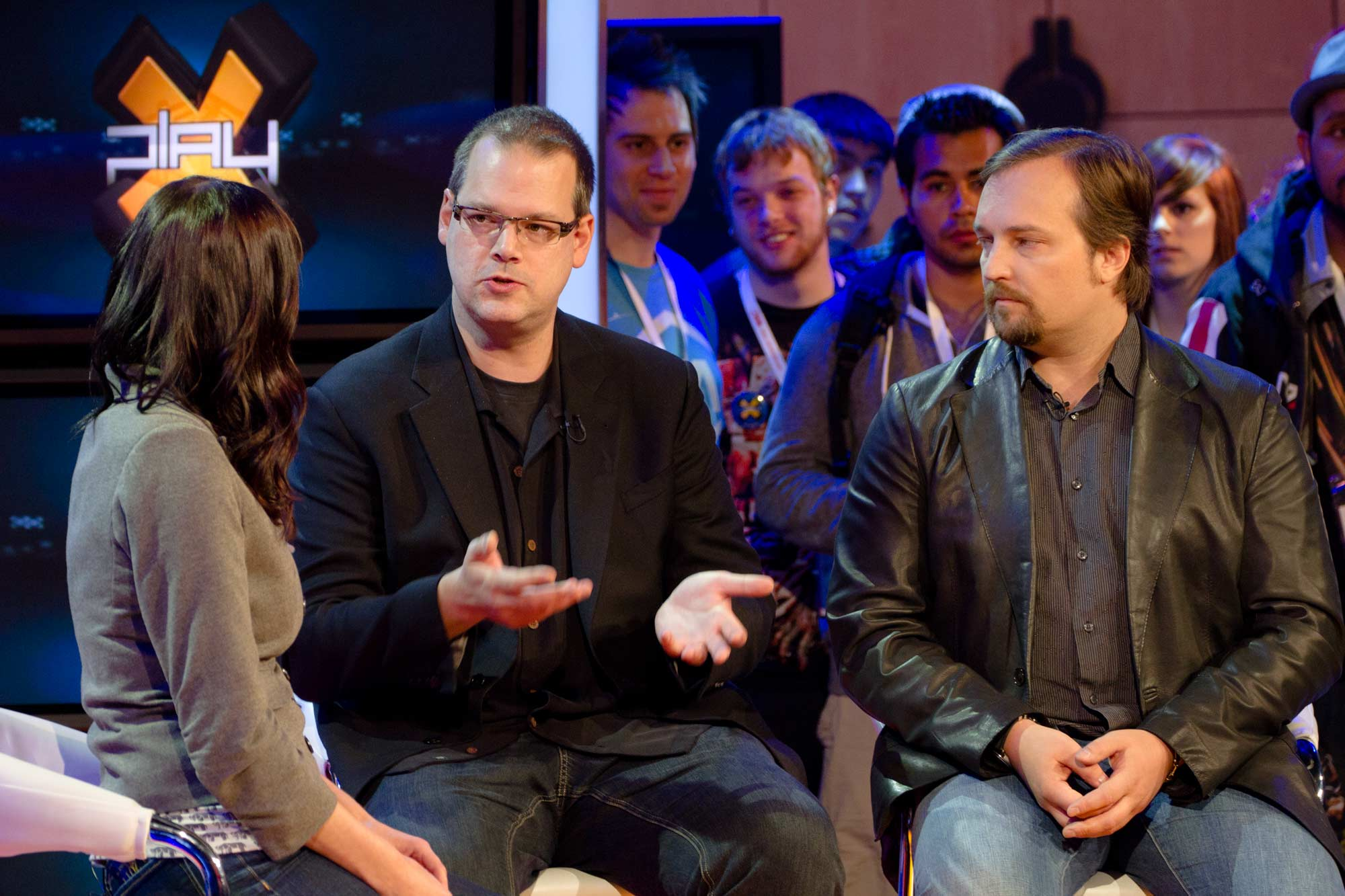
Грег Зещук (праворуч) у 2011

Народився 1969 року в Едмонтоні, Канада. Своє дитинство вважає невиразним і не описує його детально.
У 1992 закінчив Альбертський університет за спеціальністю медицина. Наступні два роки був інтерном у США й Канаді. В 1994 влаштувався на роботу сімейним лікарем з сільської та геріатричної допомоги. У цей час Зещук познайомився з Реєм Музикою і долучився до розробки симулятора реакцій кислот і основ Acid-Base Simulator. У 1995 вони отримали медичний ступінь і взялися за створення комп'ютерного гастроентерологічного симулятора Gastroenterology Patient Simulator. Обоє цікавилися відеоіграми й коміксами та вирішили, що мають досить досвіду аби зробити на цьому бізнес. Разом з ще одним лікарем, Августином Їпом, 1 лютого 1995 вони заснували компанію BioWare, розташовану в підвалі Грегового будинку. Першою відеогрою компанії стала Shattered Steel (1996) розроблена для DOS. У 1997 року Августин Їп залишив колектив і повернувся до медичної практики. До 1998 Грег підробляв сімейним лікарем, відтак остаточно пішов з медицини.
Діяльність BioWare привернула увагу компанії Interplay Productions з Ірвіна, Каліфорнія. За її допомоги було видано Baldur’s Gate (1998), що вивела BioWare на міжнародну арену ігроіндустрії. Надалі компанією було випущені комерційно успішні та культові ігри та ігрові серії: MDK2, Neverwinter Nights, Star Wars : Knights of the Old Republic, Jade Empire, Mass Effect і Dragon Age. Baldur’s Gate, Neverwinter Nights  і Star Wars: Knights of the Old Republic стали класикою рольових відеоігор, що забезпечило подальший успіх і появу серій Mass Effect і Dragon Age. У 2004 Зещук отримав ступінь магістра ділового адміністрування в Університеті Квінз.
18 вересня 2012 Зещук і Музика заявили про свій вихід з BioWare. Зещук пояснив свій вибір прагненням приділяти більше часу родині й друзям. Він заснував проєкт Beer Diaries, присвячений збору інформації про ремісниче пивоваріння та обміну нею. Також є головою компанії Biba Ventures, яка розробляє мобільні відеоігри для дітей, покликані спонукати їх до активного відпочинку.

## Проєкти
| Назва                                                                 | Розробник              | Рік  | Роль                                                                     |
| --------------------------------------------------------------------- | ---------------------- | ---- | ------------------------------------------------------------------------ |
| Shattered Steel                                                       | BioWare                | 1996 | Продюсер, програмування утиліт, 3D-моделювання, дизайн міссій, сценарист |
| Baldur's Gate                                                         | BioWare                | 1997 | Продюсер                                                                 |
| Baldur's Gate: Tales of the Sword Coast                               | BioWare                | 1999 | Продюсер                                                                 |
| Baldur's Gate II: Shadows of Amn                                      | BioWare                | 2000 | Виконавчий продюсер, оригінальний дизайн                                 |
| MDK 2                                                                 | BioWare                | 2000 | Продюсер, дизайнер, сценарист, озвучка персонажів                        |
| Neverwinter Nights                                                    | BioWare                | 2002 | Продюсер                                                                 |
| Star Wars: Knights of the Old Republic                                | BioWare                | 2003 | Продюсер                                                                 |
| Jade Empire                                                           | BioWare                | 2005 | Продюсер                                                                 |
| Mass Effect                                                           | BioWare                | 2007 | Продюсер                                                                 |
| Sonic Chronicles: The Dark Brotherhood                                | BioWare                | 2008 | Продюсер                                                                 |
| Dragon Age: Origins                                                   | BioWare                | 2009 | Творчий керівник групи                                                   |
| Mass Effect 2                                                         | BioWare                | 2010 | Генеральний менеджер, творчий керівник групи                             |
| Dragon Age II                                                         | BioWare                | 2011 | Генеральний менеджер                                                     |
| Star Wars: The Old Republic                                           | BioWare                | 2011 | Генеральний менеджер                                                     |
| Mass Effect 3                                                         | BioWare                | 2012 | Генеральний менеджер                                                     |
| Baldur's Gate II: Enhanced Edition                                    | BioWare                | 2013 | Продюсер                                                                 |
| Проєкти, в титрах яких Грегу Зещуку була висловлена спеціальна подяка |                        |      |                                                                          |
| Icewind Dale II                                                       | Black Isle Studios     | 2002 | «Команда Icewind Dale II хоче висловити свою вдячність»                  |
| Armed and Dangerous                                                   | Planet Moon Studios    | 2003 | «Planet Moon хотіла б подякувати»                                        |
| Star Wars: Knights of the Old Republic II - The Sith Lords            | Obsidian Entertainment | 2004 | «Особлива подяка»                                                        |
| Neverwinter Nights 2                                                  | Obsidian Entertainment | 2006 | «Особлива подяка»                                                        |
| The Saboteur                                                          | Pandemic Studios       | 2009 | «Команда The Saboteur дякує»                                             |
| Alan Wake                                                             | Remedy Entertainment   | 2010 | «За внесок у проєкт»                                                     |
| Darkspore                                                             | Maxis Software         | 2011 | «Особлива подяка»                                                        |
| Dragon Age: Inquisition                                               | BioWare                | 2014 | «Нашим батькам-засновникам»                                              |
| Pillars of Eternity                                                   | Obsidian Entertainment | 2015 | «Особлива подяка від команди розробників (від BioWare)»                  |
| Mass Effect: Andromeda                                                | BioWare                | 2017 | «Особлива подяка»                                                        |